# Jast USA
JAST USA ist ein Verlag für englischsprachige Versionen japanischer Videospiele, insbesondere bishōjo-Spiele, Dating-Simulationen, Visual Novels und japanische Rollenspiele.
Es wurde 1996 gegründet, und seine ersten Spieleveröffentlichungen waren Sakura Soft's Season of the Sakura und JAST's Three Sisters' Story.
Zu JAST gehörten mehrere Marken: Peach Princess, G-Collections, JAST Densetsu, und JAST Blue.
Die Namensgebung von JAST USA kam ursprünglich von JAST (dem japanischen Unternehmen), da beide Firmen miteinander verbunden waren, aber mit der Schließung von JAST im Jahr 2000 gründete das Unternehmen die Tochtergesellschaft Peach Princess (da JAST geschlossen wurde).
Peach Princess veröffentlichte größtenteils die Titel der Entwickler CROWD und Will. Im Jahr 2005 erwarb JAST G-Collections von CD Bros., als das Unternehmen den US-Markt verließ. Im Jahr 2006 fusionierte JAST USA seine Tochtergesellschaften zu den Marken JAST USA. Im Jahr 2011 wurde die Marke JAST Densetsu mit dem Ziel gegründet, Visual Novels vom Image der Dating-Simulatoren zu befreien.
Im Jahr 2015 wurden alle Marken wieder in die Muttergesellschaft JAST USA eingegliedert, um den Wiedererkennungswert der Marke in einem hart umkämpften Markt zu verbessern.
Während der Anime EXPO 2018 kündigte der Firmenzweig JAST BLUE, der sich auf Boys-Love-Spiele konzentriert, den Lizenzerwerb von Nitro+chirals Titeln wie Sweet Pool, Lamento: Beyond the Void, Togainu no Chi, DRAMAtical Murder und Slow Damage an.
JAST USA veröffentlicht nicht nur seine eigenen Spiele, sondern vertreibt auch die von MangaGamer veröffentlichten Titel. In der Vergangenheit waren sie auch der US-Vertrieb für Spiele, die von dem in London ansässigen Unternehmen Otaku Publishing, Ltd. übersetzt wurden, wie z. B. True Love.

## Veröffentlichte Spiele
Diese Liste enthält Titel von JAST USA, einschließlich derer, die aus früheren Tochtergesellschaften und Übernahmen stammen.
| englischer Titel                                         | japanischer Titel | Veröffentlichungsdatum | Marke          | Entwickler                |
| -------------------------------------------------------- | --- | ---------------------- | -------------- | ------------------------- |
| Three Sisters' Story                                     | 三姉妹 | 1999                   | JAST USA       | JAST                      |
| Season of the Sakura                                     | さくらの季節 | 1996                   | JAST USA       | JAST                      |
| Nocturnal Illusion                                       | 夢幻夜想曲 | 15. April 1998         | JAST USA       | Apricot                   |
| Runaway City                                             | 迷走都市 | 1998                   | JAST USA       | JAST                      |
| Hentai Anime Poker                                       | | 05.1999                |                |                           |
| Fairy Nights                                             | 刻視夢想 | 05.2000                | JAST USA       | Four-Nine                 |
| Legend of Fairies                                        | 式神伝承 | 05.2000                | JAST USA       | Four-Nine                 |
| X-Change                                                 | X-Change | 9. März 2001           | Peach Princess | Crowd                     |
| Snow Drop                                                | スノードロップ (Snow Drop) | 7. Mai 2001            | Peach Princess | Will                      |
| Water Closet: The Forbidden Chamber                      | 使用中～W.C.～ (Shiyouchuu ~W.C.~) (I'm using the ~W.C.~)                                                                                | 07.2001                | Peach Princess | Guilty (Will)             |
| Tokimeki Check-in!                                       | ときめきCheck in! (Tokimeki Check in!)                                                                                                   | 9. Oktober 2001        | Peach Princess | Crowd                     |
| Critical Point                                           | 臨界点 ～クリティカル・ポイント～ (Rinkaiten ~Critical Point~)                                                                           | 03.2002                | Peach Princess | Sweet Basil               |
| DOR                                                      | DOR | 28. Juli 2002          | G-Collections  | D.O.                      |
| Kana Little Sister                                       | 加奈～いもうと～ (Kana ~Imouto~) | 28. Juli 2002          | G-Collections  | D.O.                      |
| Chain ~ The Lost Footprints                              | チェーン 失われた足跡 (Chain: ushinawareta ashiato)                                                                                      | 28. Juli 2002          | G-Collections  | ZyX                       |
| Transfer Student                                         | もんもん学園～ten・ko・sei～ | 28. Juli 2002          | JAST USA       | JAST                      |
| Private Nurse                                            | プライベートナース (Private Nurse) | 20. November 2002      | G-Collections  | AngelSmile                |
| Target: Pheromone                                        | とってもフェロモン (Tottemo Pheromone)                                                                                                   | 18. Dezember 2002      | G-Collections  | Trabulance                |
| Sensei 2                                                 | せ・ん・せ・い2 (Sensei 2) | 7. Januar 2003         | G-Collections  | D.O.                      |
| Tsuki: Possession                                        | 憑き (Tsuki) (Evil Spirit / Demon) | 10. Februar 2003       | G-Collections  | ZyX                       |
| Do You Like Horny Bunnies?                               | エッチなバニーさんは嫌い? (Don't you like horny bunnies?)                                                                                | 5. März 2003           | G-Collections  | ZyX                       |
| Come See Me Tonight                                      | 私に今夜☆会いに来て (Watashi ni konya ni ai ni kite)                                                                                     | 15. April 2003         | G-Collections  | Sekilala                  |
| X-Change 2                                               | X-Change 2 | 3. Juni 2003           | Peach Princess | Crowd                     |
| I'm Gonna Nurse You                                      | 看護しちゃうぞ (Kango Shichauzo) | 24. Juni 2003          | G-Collections  | Trabulance                |
| I'm Gonna Nurse You 2: Is The Sorority House Burning?    | 看護しちゃうぞ２ ～女子寮は萌えているか～ (Kango Shichauzo 2 ~Joshi Ryou wa Moeteiru ka~)                                                | 24. Juni 2003          | G-Collections  | Trabulance                |
| Secret Wives' Club                                       | 人妻姫倶楽部 (Hitozuma Hime Club) (Adultery Princess Club)                                                                               | 30. Juli 2003          | G-Collections  | Sekilala                  |
| Crescendo                                                | Crescendo ～永遠だと思っていたあの頃～ (Crescendo ~Eien Dato Omotte Ita Ano Koro~) (Crescendo ~That time we thought would last forever~) | 21. Oktober 2003       | G-Collections  | D.O.                      |
| Brave Soul                                               | Brave Soul | 4. November 2003       | Peach Princess | Crowd                     |
| I'm Gonna Serve You 4                                    | 尽くしてあげちゃう４ ～私たちの蜜月～ (Tsukushite Agechau 4 ~Watashi-tachi no Mitsugetsu~) (I'm gonna serve you 4: Our Honeymoon)        | 25. November 2003      | G-Collections  | Trabulance                |
| Virgin Roster                                            | 出血簿〜鮮赤の嗚咽〜 (Shukketsubo ~Senaka no Oetsu~) (Bleeding Diary ~Crimson Tears~)                                                    | 19. Dezember 2003      | G-Collections  | ZyX                       |
| Heart de Roommate                                        | はぁと de ルームメイト (Heart de Roommate)                                                                                               | 18. Februar 2004       | G-Collections  | AngelSmile                |
| Do You Like Horny Bunnies? 2                             | エッチなバニーさんは嫌い 2? (Don't you like horny bunnies? 2)                                                                            | 23. März 2004          | G-Collections  | ZyX                       |
| Jewel Knights: Crusaders                                 | ジュエルナイツ・クルセイダーズ (Jewel Knights: Crusaders)                                                                                | 12. Mai 2004           | G-Collections  | ZeroCool                  |
| Gibo: Stepmother's Sin                                   | 義母 (Gibo) | 28. Mai 2004           | Peach Princess | Guilty                    |
| Slave Pageant                                            | 娼女接待 (Shoujo Settai) | 7. Juni 2004           | G-Collections  | Ignition                  |
| Come See Me Tonight 2                                    | 私に今夜会いに来て２～お嫁さんは姫巫女～ (Watashi ni Konya Ai ni Kite 2 ~Oyome-san wa Hime Miko~)                                        | 13. August 2004        | G-Collections  | Sekilala                  |
| Let's Meow Meow!                                         | みんなでニャンニャン (Minna de Nyan-Nyan)                                                                                                | 17. August 2004        | G-Collections  | Yamitsu Tsuushin          |
| Idols Galore!                                            | 召しませアイドル (Meshimase Idol) | 24. September 2004     | G-Collections  | Sekilala                  |
| Hitomi: My Stepsister                                    | 義妹・仁美 (Stepsister: Hitomi) | 24. November 2004      | G-Collections  | Mercure                   |
| Pick Me, Honey!                                          | あなたの幼妻 (Anata no Osanazuma) | 20. Dezember 2004      | G-Collections  | Trabulance                |
| Little My Maid                                           | リトルＭｙメイド (Little My Maid) | 24. Dezember 2004      | Peach Princess | Will                      |
| The Sagara Family                                        | 相楽さん家の悦楽ライフ♪ (Sagara-sanchi no Etsuraku Life ♪) (The Sagara Family's Enjoyable Life)                                          | 28. März 2004          | G-Collections  | ZyX                       |
| Figures of Happiness                                     | しあわせのかたち | 28. März 2005          | G-Collections  | Angel Smile               |
| Doushin: Same Heart                                      | 同心～三姉妹のエチュード～ (Doushin ~Sanshimai no Etude~z) (lit. Same Heart: 3 Sister's Etude)                                           | 24. Mai 2006           | Peach Princess | Crowd                     |
| Enzai - Falsely Accused                                  | 冤罪 | 31. Januar 2006        | JAST USA       | Langmaor                  |
| X Change 3                                               | | 18. Juli 2006          | Peach Princess | Crowd                     |
| Yin-Yang! X-Change Alternative                           | いんやん えっくすちぇんじ おるたなてぃぶ                                                                                                 | 15. Dezember 2006      | Peach Princess | Crowd                     |
| Yume Miru Kusuri: A Drug That Makes You Dream            | ユメミルクスリ | 25. April 2007         | Peach Princess | rúf                       |
| Pretty Soldier Wars A.D. 2048.                           | 妖獣戦記Ａ．Ｄ．２０４８ | 20. Juli 2007          | Peach Princess | D.O.                      |
| Bazooka Cafe                                             | ぷるるんカフェ | 23. Oktober 2007       | G-Collections  | Trabulance                |
| Snow Sakura                                              | 雪桜 | 13. Dezember 2007      | G-Collections  | D.O.                      |
| Lightning Warrior Raidy                                  | 雷の戦士ライディ ～破邪の雷光～ | 13. Mai 2008           | G-Collections  | ZyX                       |
| Princess Waltz                                           | | 2. Dezember 2008       | Peach Princess | Pulltop                   |
| Cosplay Fetish Academy                                   | 性愛学園ふぇち科 (Seiai Gakuen Fechika)                                                                                                  | 19. Juni 2009          | G-Collections  | Giga                      |
| Family Project ~Kazoku Keikaku~                          | 家族計画 | 17. Juli 2009          | G-Collections  | D.O.                      |
| Moero Downhill Night                                     | 萌えろダウンヒルナイト -峠最速伝説- | 9. November 2009       | Peach Princess | TOP                       |
| Lightning Warrior Raidy II: ~Temple Of Desire~           | 雷の戦士ライディII ～邪淫の神殿～ | 29. Juni 2010          | G-Collections  | ZyX                       |
| Moero Downhill Night 2                                   | 萌えろDownhill Night 2 | 29. Juni 2010          | Peach Princess | TOP                       |
| Deus Machina Demonbane                                   | 斬魔大聖デモンベイン | 13. Mai 2011           | JAST USA       | Nitroplus                 |
| Yukkuri Panic: Escalation                                | ゆーくりパニック エスカレーション | 30. Juni 2011          | Peach Princess | Rolling Star              |
| My Girlfriend is the President                           | 幼なじみは大統領 My girlfriend is the PRESIDENT.                                                                                         | 26. Dezember 2011      | JAST Densetsu  | Alcot                     |
| School Days HQ                                           | | 28. Juni 2012          | JAST Densetsu  | 0verflow                  |
| Moero Downhill Night BLAZE                               | | 3. Dezember 2012       | Peach Princess | TOP                       |
| The Song of Saya ~ Saya no Uta                           | 沙耶の唄 | 6. Mai 2013            | JAST USA       | Nitroplus                 |
| Yumina the Ethereal                                      | 輝光翼戦記 天空のユミナ | 9. August 2013         | JAST Densetsu  | Eternal                   |
| Steins;Gate                                              | | 31. März 2014          | JAST USA       | Nitroplus, 5pb.           |
| My Girlfriend is the President Fandisc                   | 幼なじみは大統領 My girlfriend is the PRESIDENT Fandisc.                                                                                 | 4. Juli 2014           | JAST Densetsu  | Alcot                     |
| Girlish Grimoire Littlewitch Romanesque: Editio Perfecta | 少女魔法学 リトルウィッチロマネスク editio perfecta                                                                                      | 22. Dezember 2014      | JAST USA       | Littlewitch               |
| Hanachirasu                                              | 刃鳴散らす | 10. März 2015          | JAST USA       | Nitroplus                 |
| Starless                                                 | | 12. Mai 2015           | Peach Princess | Empress                   |
| Lightning Warrior Raidy III                              | 雷の戦士ライディIII ～逆襲の邪神官～ | 20. Juli 2015          | JAST USA       | ZyX                       |
| Shiny Days                                               | | 25. August 2015        | JAST Densetsu  | 0verflow                  |
| Seinarukana                                              | 聖なるかな | 23. April 2016         | JAST Densetsu  | Xuse                      |
| Sonicomi: Communication With Sonico                      | ソニコミ | 1. Juli 2016           | JAST USA       | Nitroplus                 |
| FLOWERS - Le volume sur Printemps -                      | | 17. August 2016        | JAST USA       | Innocent Grey & Prototype |
| Majikoi! Love Me, Seriously!                             | 真剣で私に恋しなさい！！ | 25. Dezember 2016      | JAST USA       | MinatoSoft                |
| Eiyu*Senki - The World Conquest                          | Eiyuu*Senki (英雄＊戦姫) | 24. Oktober 2017       | JAST USA       | Tenco                     |
| Princess X: My Fiancee is a Monster Girl?!               | Princess X ~Boku no Iinazuke wa Monsterkko!?~ (プリンセスX ～僕の許嫁はモンスターっ娘!?～)                                               | 31. Oktober 2017       | JAST USA       | Poison@Berry              |
| Trample on Schatten!!                                    | Trample on "Schatten!!" ～かげふみのうた～                                                                                               | 16. Juli 2018          | JAST Densetsu  | Tail Wind                 |
| FLOWERS - Le volume sur été -                            | | 16. Juli 2018          | JAST USA       | Innocent Grey & Prototype |
| sweet pool                                               | スウィート プール | 19. Dezember 2018      | JAST Blue      | Nitro+CHiRAL              |
| Venus Blood -Frontier-                                   | ヴィーナスブラッド－フロンティア－ | 20. Dezember 2019      | JAST USA       | dualtail                  |
| Togainu no Chi ~Lost Blood~                              | Togainu no Chi (咎狗の血) (Blood of the Reprimanded Dog)                                                                                 | 25. Februar 2020       | JAST Blue      | Nitro+CHiRAL              |
| Shoujo Dominance - My Precious Reina -                   | Shoujo Dominance -Dokusen Yoku no Tsuyo Sugiru Manamusume Reina- (少女ドミナンス -独占欲の強すぎる愛娘 玲奈-)                            | 22. Juli 2020          | JAST USA       | monoceros+ Kuro           |
| FLOWERS - Le volume sur Automne -                        | | 30. Juli 2020          | JAST USA       | Innocent Grey & Prototype |
| SaDistic BlooD                                           | | 21. Oktober 2020       | JAST USA       | Black Cyc                 |
| DRAMAtical Murder                                        | ドラマティカル マーダー | 7. April 2021          | JAST Blue      | Nitro+CHiRAL              |
| Closed GAME                                              | クローズド・ゲーム | 27. Mai 2021           | JAST USA       | Empress & AiCherry        |
| DeadΩAegis                                               | Mahou Shoujo Shoumou Sensen - DeadΩAegis (魔法少女消耗戦線 DeadΩAegis)                                                                   | 7. Januar 2022         | JAST USA       | metalogiq                 |
| FLOWERS - Le volume sur Hiver -                          | | 18. Juni 2022          | JAST USA       | Innocent Grey & Prototype |
| Slow Damage                                              | スロウ・ダメージ | 2022                   | JAST Blue      | Nitro+CHiRAL              |
| Lamento -Beyond the Void-                                | | TBD                    | JAST Blue      | Nitro+CHiRAL              |
| Outlaw Django                                            | 続・殺戮のジャンゴ ─地獄の賞金首─ | TBD                    | JAST USA       | Nitroplus                 |
| Sumaga                                                   | スマガ | TBD                    | JAST USA       | Nitroplus                 |
|                                                          | |                        |                |                           |